# Антимонит натрия
Антимонит натрия — неорганическое соединение,
соль натрия и метасурьмянистой кислоты с формулой NaSbO2,
бесцветные кристаллы,
не растворяется в воде,
образует кристаллогидраты.

## Получение
- Реакция гидроксида сурьмы и едкого натра:

{\displaystyle {\mathsf {NaOH+Sb(OH)_{3}+H_{2}O\ {\xrightarrow {}}\ NaSbO_{2}\cdot 3H_{2}O\downarrow }}}

## Физические свойства
Антимонит натрия образует бесцветные кристаллы.
Образует кристаллогидрат состава NaSbO2•3H2O.
Не растворяется в воде.